# Pedro López Quintana
Pedro López Quintana (Barbastro, 27 juli 1953) is een Spaans geestelijke en een aartsbisschop van de Rooms-Katholieke Kerk, werkzaam voor de Romeinse Curie. 
López Quintana studeerde aan het seminarie van Santiago de Compostella en werd op 15 juni 1980 door paus Johannes Paulus II tot priester gewijd. Hij was vervolgens werkzaam in het aartsbisdom Santiago de Compostella. Later studeerde hij in Rome dogmatische theologie aan de Pauselijke Universiteit Gregoriana. Hij behaalde een doctoraat canoniek recht aan de Pauselijke Universiteit Sint Thomas van Aquino. Op 27 augustus 1986 benoemde paus Johannes Paulus II hem tot kapelaan van Zijne Heiligheid met de titel monseigneur.
Paus Johannes Paulus II wijdde López Quintana op 6 januari 2003 tot titulair aartsbisschop pro hac vice van Acropolis. Medeconsecratoren waren Leonardo Sandri (substituut van het secretariaat voor Algemene Zaken van de Heilige Stoel) en Antonio Maria Vegliò (secretaris van de congregatie voor de Oosterse Kerken). Op 8 februari 2003 werd hij benoemd tot apostolisch nuntius voor India en Nepal. Paus Benedictus XVI benoemde hem op 10 december 2009 tot nuntius voor Canada. Op 8 februari 2014 benoemde paus Franciscus hem tot nuntius voor Litouwen en op 22 maart 2014 ook voor Estland en Letland.
López Quintana werd op 4 maart 2019 benoemd tot nuntius voor Oostenrijk
- Virtual International Authority File: 467154381049130291988